# Joe Simpson (rugby à XV, 1988)
Pour les articles homonymes, voir Joe Simpson et Simpson.

a Compétitions nationales et continentales officielles uniquement.

b Matchs officiels uniquement.
Dernière mise à jour le 22 mars 2025.
Joe Simpson, né le 5 juillet 1988 à Sydney (Australie), est un joueur international anglais de rugby à XV qui évolue au poste de demi de mêlée.

## Biographie
Né à Sydney en Australie d'un père anglais et d'une mère néo-zélandaise, Joe Simpson rejoint l'Academy (centre de formation) du club de rugby à XV des London Wasps à l'été 2006. Il fait ses débuts en équipe première lors de la saison 2008-2009 lors d'un match de Championnat d'Angleterre contre les Harlequins.
Le 22 août 2011, il est retenu par Martin Johnson dans la liste des trente joueurs anglais choisis pour disputer la Coupe du monde alors qu'il n'a pas encore été sélectionné une seule fois en équipe d'Angleterre. Il honore sa première sélection le 18 septembre lors du match de poule contre la Géorgie et c'est la seule rencontre de la Coupe du monde qu'il dispute.
Il fait partie en 2014 de l'équipe réserve de l'Angleterre, les England Saxons,.
Il prend sa retraite de joueur professionnel à la fin de l'année 2022.

## Statistiques en équipe nationale
- 1 sélection
- sélections par année : 1 en 2011
- En Coupe du monde :
  - 2011 : 1 match (Géorgie)

## Palmarès

### En club
- Finaliste du Championnat d'Angleterre en 2017 avec les Wasps et en 2023 avec les Sale Sharks.

### En équipe nationale
- Finaliste du Championnat du monde junior en 2008 avec l'équipe d'Angleterre des moins de 20 ans.